# 스티븐 길본
스티븐 길본(Steven Gilborn, 1936년 7월 15일 ~ 2009년 1월 2일)은 미국의 배우이다.
뉴로셸에서 태어났다.

## 출연 작품
- 해안선 (2002년)
- 재회 (2001년)
- 에볼루션 (2001년)
- 너스 베티 (2000년)
- 겟 리얼 (1999년)
- 빅 오 (1999년)
- 닥터 두리틀 (1998년) - 닥터 샘 릿박 역
- 에이리언 4 (1997년)
- 레이트 쉬프트(영어판) (1996년)
- 웨딩 벨 블루스 (1996년)
- 내 이름은 던스턴 (1996년)
- 세이프 (1995년)
- 브래디 펀치 (1995년)
- 다니엘 스틸 - 가족 앨범 (1994년)
- 리빙 싱글 (1993년)
- 다니엘 스틸 - 사랑의 맥박 (1993년)
- 피켓 펜스 (1992년)
- 타임스케이프 (1992년)
- 사랑할 수 밖에 없는 그대 (1991년)
- 안나 (1987년)

### 텔레비전
- 더 프랙티스 시즌3
- LA 로 (1986년)
- 법과 질서 (1990년)
- 케빈은 12살 (1988년)
- 데미지 시즌1 (2007년)
- Out of Practice (2005년)